# 李国红 (1970年)
李国红（1970年10月—），男，汉族，安徽望江人，中华人民共和国政治人物。现任华鲁控股集团有限公司董事、总经理。第十四届全国政协委员。